# 刘永兴
刘永兴（？—），中华人民共和国外交官，曾任中华人民共和国驻老挝人民民主共和国特命全权大使。